# Speedway Junky
Speedway Junky è un film statunitense del 1999 diretto e sceneggiato da Nickolas Perry.

## Produzione
Prodotto da Gus Van Sant, il film ottenne il divieto ai minori di diciassette anni negli USA, a causa di un linguaggio troppo scurrile e di forti scene di sesso, nudità, violenza e droga.
Esordio al cinema per Warren G. Cameo non accreditato di Dan Harris.
Riprese effettuate tra Las Vegas, Contea di San Bernardino e San Fernando Valley.Jonathan Taylor Thomas, ottenne il ruolo di Steve dopo il licenziamento di Balthazar Getty.

## Distribuzione
Proiettato in anteprima al Festival di Berlino, il film inedito in Italia è stato rilasciato nei cinema solo nell'Agosto 2001.